# Tysk-österrikiska backhopparveckan 2009/2010

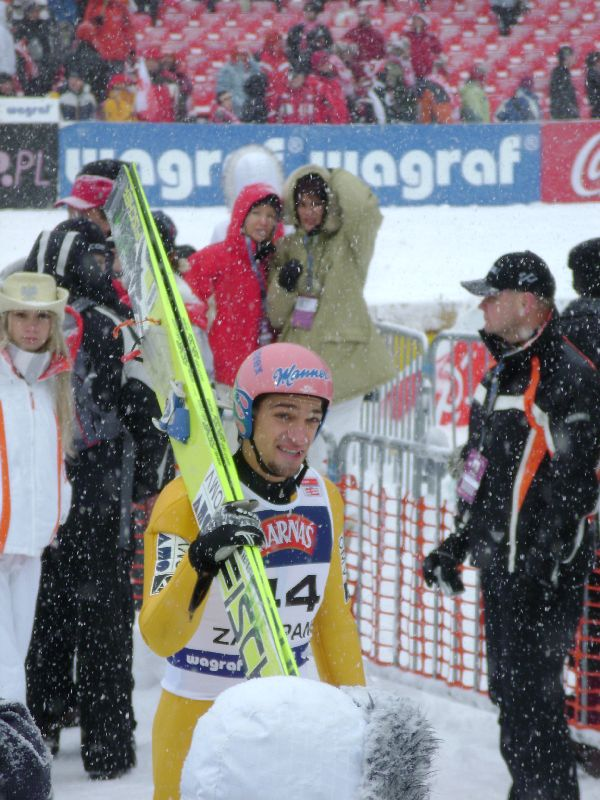
Andreas Kofler, Österrike vann tysk-österrikiska backhopparveckan 2009/2019.

Tysk-österrikiska backhopparveckan 2009/2010 genomfördes som vanligt i Oberstdorf och Garmisch-Partenkirchen i Tyskland samt i Innsbruck och Bischofshofen i Österrike under perioden 29 december 2009-6 januari 2010.

## Oberstdorf
HS 137 Schattenbergschanze, Tyskland

29 december 2009

| Plats | Namn               | Land      | Första hoppet (meter) | 2:a hoppet (meter) | Poäng | Totalpoäng i hoppveckan | Totala världscuppoäng (ranking) |
| ----- | ------------------ | --------- | --------------------- | ------------------ | ----- | ----------------------- | ------------------------------- |
| 1     | Andreas Kofler     | Österrike | 125,0                 | 134,0              | 265,2 | 265,2 (1)               | 376 (3)                         |
| 2     | Janne Ahonen       | Finland   | 116.5                 | 137.0              | 253.3 | 255.3 (2)               | 170 (11)                        |
| 3     | Thomas Morgenstern | Österrike | 124.5                 | 126.5              | 250.3 | 250.3 (3)               | 239 (4)                         |
| 4     | Wolfgang Loitzl    | Österrike | 124.0                 | 124.0              | 245.4 | 245.4 (4)               | 241 (6)                         |
| 5     | Simon Ammann       | Schweiz   | 119.5                 | 125.0              | 236.6 | 236.6 (5)               | 469 (1)                         |

## Garmisch-Partenkirchen
HS 140 Große Olympiaschanze, Tyskland

1 januari 2010

| Plats | Namn                  | Land      | Första hoppet (meter) | 2:a hoppet (meter) | Poäng | Totalpoäng i hoppveckan | Totala världscuppoäng (ranking) |
| ----- | --------------------- | --------- | --------------------- | ------------------ | ----- | ----------------------- | ------------------------------- |
| 1     | Gregor Schlierenzauer | Österrike | 136,5                 | 137,5              | 277,7 | 506,5 (5)               | 511 (2)                         |
| 2     | Wolfgang Loitzl       | Österrike | 135.0                 | 135.0              | 272.5 | 517.9 (2)               | 321 (5)                         |
| 3     | Simon Ammann          | Schweiz   | 132.0                 | 143.5              | 272.4 | 509.0 (4)               | 529 (1)                         |
| 4     | Andreas Kofler        | Österrike | 136.0                 | 137.0              | 271.9 | 537.1 (1)               | 426 (3)                         |
| 5     | Anders Jacobsen       | Norge     | 136.0                 | 134.0              | 269.5 | 459.8 (14)              | 127 (16)                        |

## Innsbruck
HS 130 Bergiselschanze, Österrike

3 januari 2010

| Plats | Namn                  | Land      | Första hoppet (meter) | 2:a hoppet (meter) | Poäng | Totalpoäng i hoppveckan | Totala världscuppoäng (ranking) |
| ----- | --------------------- | --------- | --------------------- | ------------------ | ----- | ----------------------- | ------------------------------- |
| 1     | Gregor Schlierenzauer | Österrike | 130,0                 | 122,0              | 251,1 | 757,6 (2)               | 611 (1)                         |
| 2     | Simon Ammann          | Schweiz   | 128.5                 | 117.5              | 237.8 | 746.8 (5)               | 609 (2)                         |
| 3     | Janne Ahonen          | Finland   | 128.0                 | 117.5              | 237.4 | 749.9 (4)               | 270 (7)                         |
| 4     | Andreas Kofler        | Österrike | 126.0                 | 118.5              | 235.1 | 772.2 (1)               | 476 (3)                         |
| 5     | Anders Jacobsen       | Norge     | 126.5                 | 117.0              | 234.3 | 694.1 (9)               | 172 (15)                        |

## Bischofshofen
HS 140 Paul-Ausserleitner-Schanze, Österrike

6 januari 2010

| Plats | Namn               | Land      | Första hoppet (meter) | 2:a hoppet (meter) | Poäng | Totalpoäng i hoppveckan | Totala världscuppoäng (ranking) |
| ----- | ------------------ | --------- | --------------------- | ------------------ | ----- | ----------------------- | ------------------------------- |
| 1     | Thomas Morgenstern | Österrike | 133,0                 | 136,0              | 264,7 | 987,1 (6)               | 440 (4)                         |
| 2     | Janne Ahonen       | Finland   | 134.0                 | 133.5              | 264.0 | 1013.9 (2)              | 350 (7)                         |
| 3     | Simon Ammann       | Schweiz   | 136.0                 | 131.5              | 261.5 | 1008.3 (5)              | 669 (1)                         |
| 4     | Wolfgang Loitzl    | Österrike | 130.5                 | 135.0              | 260.9 | 1011.6 (3)              | 411 (5)                         |
| 5     | Andreas Kofler     | Österrike | 129.0                 | 133.5              | 255.0 | 1027.2 (1)              | 521 (3)                         |

## Slutställning
| Plats | Namn                  | Land      | Obertsdorf (placering) | Garmisch-Partenkirchen (placering) | Innsbruck (placering) | Bischofshofen (placering) | Totalpoäng i hoppveckan |
| ----- | --------------------- | --------- | ---------------------- | ---------------------------------- | --------------------- | ------------------------- | ----------------------- |
| 1     | Andreas Kofler        | Österrike | 265,2 (1)              | 271,9 (4)                          | 235,1 (4)             | 255,0 (5)                 | 1027,2                  |
| 2     | Janne Ahonen          | Finland   | 253,3 (2)              | 259,2 (6)                          | 237,4 (3)             | 264,0 (2)                 | 1013,9                  |
| 3     | Wolfgang Loitzl       | Österrike | 245,4 (4)              | 272,5 (2)                          | 232,8 (6)             | 260,9 (4)                 | 1011,6                  |
| 4     | Gregor Schlierenzauer | Österrike | 228,8 (9)              | 277,7 (1)                          | 251,1 (1)             | 253,5 (6)                 | 1011,1                  |
| 5     | Simon Ammann          | Schweiz   | 236,6 (5)              | 272,4 (3)                          | 237,8 (2)             | 261,5 (3)                 | 1008,3                  |